# Politician (Schiff)
Die  Politician war ein britisches Dampf-Frachtschiff, das am 5. Februar 1941 auf dem Weg in die USA in einem Sturm vor Eriskay, einer Insel der Äußeren Hebriden, auf Grund lief. Bekannt wurde die Politician dadurch, dass ein großer Teil ihrer Ladung, bestehend aus 264.000 Flaschen schottischen Whiskys, von der Inselbevölkerung geplündert wurde. Das Ereignis wurde 1947 von Compton Mackenzie in seinem Roman Whisky galore! beschrieben, der wiederum Grundlage für zwei Spielfilmkomödien aus den Jahren 1949 und 2016 sowie ein Musical wurde.

## Geschichte

Eriskay (rote Markierung) eine Insel der Äußeren Hebriden vor der Westküste Schottlands (die große Landmasse rechts ist die Insel Skye)

Das Schiff wurde unter dem Namen London Merchant für die Reederei Furness, Withy & Co. gebaut und auf der Route London–New York eingesetzt. 1935, nach dem Kauf durch T. & J. Harrison, erhielt das Schiff den Namen Politician und verkehrte nun nach Südafrika.
Während des Zweiten Weltkrieges verließ die Politician am 4. Februar 1941 den Hafen von Liverpool, um als Teil eines Geleitzuges Waren nach Kingston auf Jamaika und New Orleans zu transportieren. Die Ladung bestand aus Autos, Fahrrädern, Baumwolle, Tabak, etwa 145.000 £ in Banknoten sowie 28.000 Kisten verschiedener Marken schottischen Whiskys. Dieser stammte aus zwei ausgebombten Lagerhäusern in Leith und Glasgow. Beaconsfield Worthington, der Kapitän des Frachters, hatte zunächst einen Kurs Richtung The Minch gesetzt, einer Meerenge zwischen der Insel Skye und den Äußeren Hebriden, um sich dem Geleitzug für die Fahrt über den Nordatlantik anzuschließen. Kurz nach dem Auslaufen kam jedoch ein schwerer Sturm auf. Am Morgen des 5. Februar lief die Politician gegen 07:45 Uhr auf Unterwasserfelsen auf der der Nordseite von Eriskay vorgelagerten unbewohnten kleinen Insel Calvay auf, wobei Teile des Maschinenraums sowie einige Laderäume überflutet wurden und die Propellerwelle brach. Das Schiff war dadurch manövrierunfähig und setzte ein SOS ab. Die Besatzung gab das Schiff auf und konnte sich mit Booten auf die Insel Eriskay retten, wo sie den Bewohnern von ihrer ungewöhnlichen Ladung berichtete.

### Ladung
Die weitestgehend aus Luxusgütern bestehende Ladung sollte vor allem in den USA verkauft werden, um für die Kriegsführung notwendige Devisen zu erhalten.

#### Banknoten

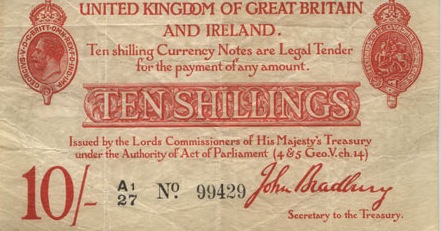
10-Shilling-Note (die für Jamaika bestimmten Scheine waren allerdings blau gefärbt)

Die Karibikinsel Jamaika war zu dieser Zeit noch britische Kronkolonie und diente als Marinestützpunkt. Großbritannien war deshalb auch dafür verantwortlich, die Insel über die Crown Agents mit frischem Geld zu versorgen. Aus diesem Grund befanden sich acht Kisten mit insgesamt 290.000 blauen 10-Shilling-Noten (damals 145.000 £, nach heutiger Kaufkraft mehrere Millionen) an Bord der Politician. Nach dem Untergang des Frachters war man davon ausgegangen, dass die Geldscheine größtenteils mit untergegangen bzw. durch austretendes Öl und Salzwasser unbrauchbar geworden seien, jedoch berichtete eine Bergungsmannschaft am 24. April 1941, dass Banknoten auf der etwa 40 km entfernten Insel Benbecula angespült worden seien und Kinder damit spielten. Im Mai wurde eine leere Banknotenkiste entdeckt und bald darauf tauchten erste, deutlich mit Wasser in Kontakt gekommene Scheine bei Banken in Schottland und anderen Teilen Großbritanniens auf. 1958 berichtete Crown Agents, dass 211.267 der 290.000 Scheine geborgen worden seien. Weitere 2.329 Shilling-Noten waren bei Banken in Irland, Jamaika, Malta, der Schweiz und den USA aufgetaucht. Alle Nachforschungen nach dem Verbleib der restlichen 76.404 Geldscheine sind bis heute erfolglos geblieben.

#### Whisky
Da der Whisky für den US-Markt bestimmt war, war er nicht verzollt worden. Während des Krieges waren Lebensmittel auch im Vereinigten Königreich rationiert. Die Whisky-Bestände auf Eriskay waren Anfang 1941 fast vollständig aufgebraucht.

##### Verbleib des Whiskys
Nachdem die Inselbevölkerung (1941 ca. 400 Personen) von den Schiffbrüchigen von der Whisky-Ladung erfahren hatte, organisierte sie sofort die „Bergung“ der flüssigen Fracht. In Ruderbooten fuhren die ersten bereits kurz darauf zum Wrack. Die „Bergung“ fand fast ausschließlich bei Dunkelheit statt. Die Nachricht von Schiffbruch und Ladung verbreitete sich wie ein Lauffeuer über die zahlreichen Inseln der Äußeren Hebriden, sodass innerhalb weniger Tage hunderte weiterer Personen von anderen Inseln auf Eriskay eintrafen, um ebenfalls ihren Teil der Ladung zu bekommen. Nach rund vier Wochen traf schließlich die erste offiziell beauftragte Bergungsmannschaft auf der Insel ein.

###### Rechtliche Folgen
Nachdem die Behörden von der Plünderung des unverzollten Alkohols erfahren hatten, wurden Zollbeamte nach Eriskay entsandt, um dem Treiben Einhalt zu gebieten, Plünderer zu identifizieren, zu verhaften, der Strafverfolgung zuzuführen und den widerrechtlich geborgenen Whisky zu konfiszieren. Die Insulaner hatten kein Unrechtsbewusstsein, da sie der Auffassung waren, dass es sich um Strandgut eines aufgegebenen Schiffes handelte und die Bergung der Ladung rechtmäßig sei.
Mit der Durchführung dieser Aufgaben beauftragt war der Zollbeamte und Antialkoholiker Charles McColl, der zusammen mit weiteren Beamten sowie örtlicher Polizei in den kommenden Wochen alles daran setzte, sämtliche unrechtmäßig angeeigneten Flaschen aufzuspüren und die Täter zu bestrafen. Dies führte dazu, dass die Inselbewohner Flaschen überall in Häusern, Ställen oder an allen möglichen Stellen auf Eriskay versteckten. Mit viel Mühe gelang es McColl zwischen März und September 1941, einige Bewohner der Inseln Benbecula, South Uist und Eriskay in flagranti zu ergreifen. Diese wurden zunächst nur – nach McColls Meinung – zu geringen Geldstrafen, nach erneuter Intervention McColls aber zum Teil zu mehrmonatigen Haftstrafen verurteilt, die sie in Inverness und Peterhead verbüßten.
Nach McColls eigener Schätzung war es den Insulanern gelungen, etwa 24.000 Flaschen zu bergen. Ein zweites Bergungsunternehmen barg nochmals 13.500 Kisten. Da es den Behörden aber nicht gelang, die Plünderungen dauerhaft zu unterbinden, entschloss man sich schließlich, die Politician zu sprengen, was im Oktober 1941 geschah. Seither liegt der Hauptteil des Wracks nur fünf Meter unter der Wasseroberfläche und ist großflächig von Sand und Kelp bedeckt.

###### Whisky-Auktionen
Vor der Sprengung des Schiffes gelang es nicht mehr, die weitere Ladung zu bergen. Seit dem Untergang der Politician wurden immer mal wieder Flaschen an Land gespült oder versteckte auf der Insel oder in Häusern wieder aufgefunden. Der Inhalt einiger Flaschen wurde mit anderen Whiskysorten zu „Blended Whisky“ gemischt und kann noch heute gekauft werden. Sehr selten tauchen echte Flaschen von der Politician in Auktionen auf. 1987 gelang es einem Taucher, acht Flaschen aus dem Wrack zu bergen. Er ließ sie für 4.000 £ bei Christie’s versteigern. Am 5. Mai 2013 wurden zwei der acht Flaschen für 12.050 £ weiter versteigert.

## Rezeption

### Buch
Der in den 1930er Jahren auf Barra, einer Nachbarinsel von Eriskay, lebende Schriftsteller Compton Mackenzie verarbeitete – inspiriert von zahlreichen Gesprächen mit Einheimischen – die Geschichte um die Ladung der Politician zu dem erfolgreichen Roman Whisky galore! (wörtlich Whisky im Überfluss! oder Massenweise Whisky!), der 1947 veröffentlicht wurde und zahlreiche Neuauflagen erlebte. Die deutsche Übersetzung erschien 1966 unter dem Titel Das Whiskyschiff.

### Filme

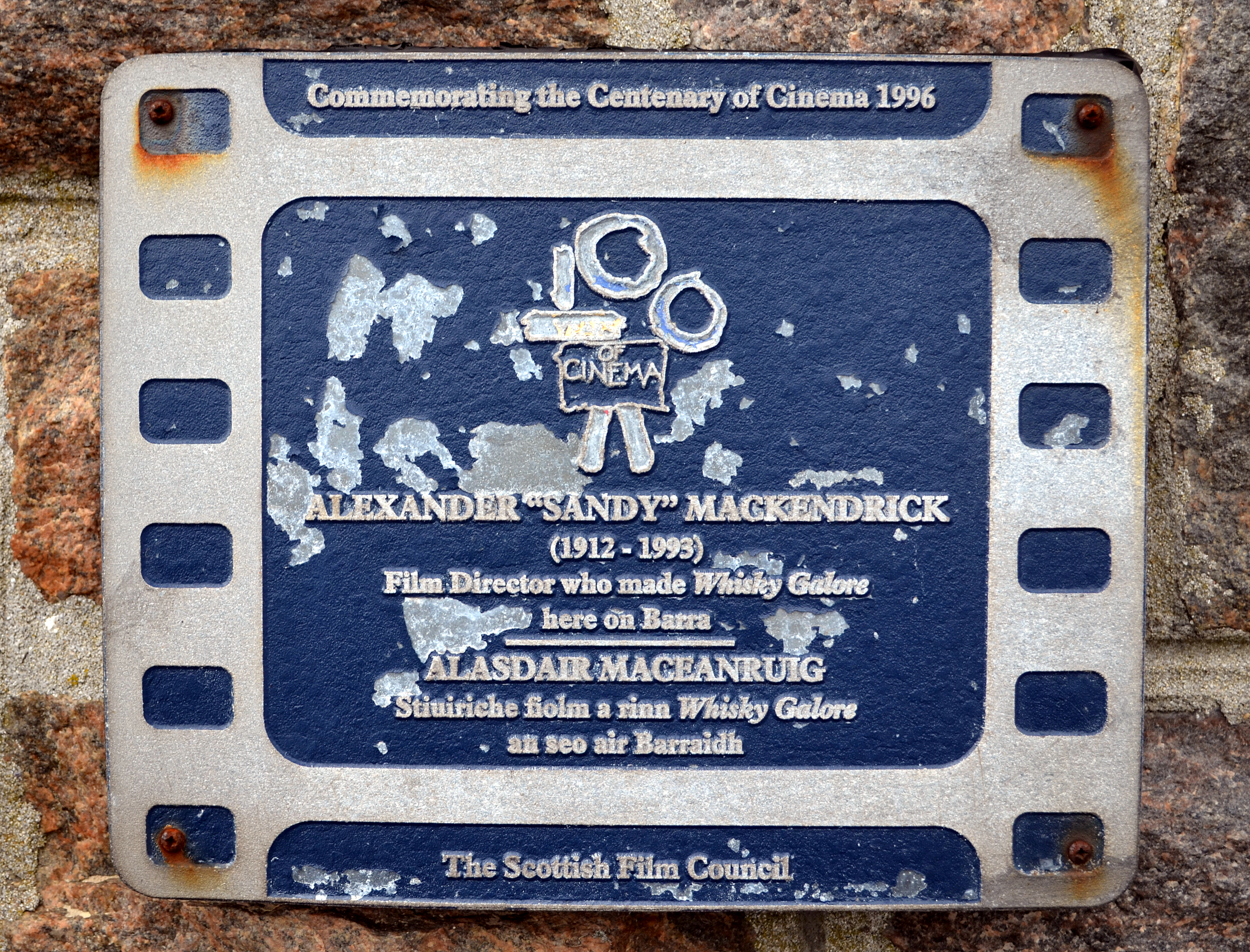
Castlebay auf der Insel Barra, Äußere Hebriden: Gedenkplakette des Scottish Film Council von 1996 für Regisseur Alexander „Sandy“ Mackendrick, der hier 1949 den Film Whisky Galore! drehte. Die Plakette ist zweisprachig in Englisch und Gälisch.

Mackenzies Roman wiederum bildete die Grundlage für die 1949 entstandene britische Filmkomödie Whisky Galore!, die in den Ealing Studios unter der Regie von Alexander Mackendrick nach dem Drehbuch von Compton Mackenzie gedreht wurde. Die britische Uraufführung fand am 16. Juni 1949 in London statt. In den USA kam der Film Ende Dezember des Jahres in die Kinos. Für das Publikum in den USA hatte der Film den neuen Titel Tight Little Island (tight, umgangssprachliches US-Englisch bedeutet so viel wie dicht, im Sinne von blau oder besoffen.) bekommen. In Deutschland erschien der Film unter dem Titel Freut euch des Lebens (später umbenannt in Das Whisky-Schiff).
Der Film erzählt von der Strandung des Frachters Cabinet Minister vor der fiktiven schottischen Insel Todday. Die Filmaufnahmen entstanden fast an den Originalschauplätzen, nämlich auf der nur ca. 15 km von Eriskay entfernten Nachbarinsel Barra, da Eriskay für das Filmteam zu klein war.

### Musical
2006 entstand Whisky Galore – a Musical! und wurde während des Edinburgh Festival Fringe uraufgeführt. 2009 folgten zahlreiche Aufführungen einer überarbeiteten Fassung am Festival Theatre im schottischen Pitlochry.

### Gedicht
Es entstand ebenfalls ein humoristisches, 31 Strophen langes, Gedicht mit dem Titel The SS Politician, das Angus Mcintyre aus Tobermory auf der Isle of Mull zugeschrieben wird. Wann das Gedicht entstand, ist nicht bekannt.

### Musikalbum
Die schottische Anarcho-Punk-Band Oi Polloi veröffentlichte 2010 ein Album mit dem Titel SS Politician, dessen Texte teilweise in schottischem Gälisch, der auf den Äußeren Hebriden noch heute weitgehend gebräuchlichen Sprache, geschrieben sind.
Die Ereignisse um die Politician sind auf Eriskay und Barra, dort wegen der Dreharbeiten für den ersten Film von 1949, noch heute sehr präsent und Teil des kollektiven Gedächtnisses geworden. So wurden zum Beispiel 2011 der 70. und im Februar 2016 der 75. Jahrestag der Strandung mit verschiedenen kulturellen Veranstaltungen begangen.